# Hermaea nautica
Hermaea nautica is een slakkensoort uit de familie van de Hermaeidae. De wetenschappelijke naam van de soort is voor het eerst geldig gepubliceerd in 2007 door Caballer & Ortea.